# Félix de Blochausen
Le baron Félix de Blochausen, né au château de Birtrange le 5 mars 1834 et mort en ce lieu le 15 novembre 1915, était un homme politique luxembourgeois.

## Postes occupés
- 14 décembre 1866 – 3 décembre 1867 : Directeur général de l’Intérieur
- 26 décembre 1874 – 20 février 1885 : Ministre d’État, président du Gouvernement, directeur général des Affaires étrangères ; chargé provisoirement de la direction générale des Finances du 21 septembre au 12 octobre 1882
- 1893–1915 : Président de la Société agricole grand-ducale